# Gerichtsbezirk Kotzman
Der Gerichtsbezirk Kotzman (rumänisch:  Coţman; ruthenisch: Kicmań) war ein dem Bezirksgericht Kotzman unterstehender Gerichtsbezirk im Herzogtum Bukowina. Der Gerichtsbezirk umfasste Gebiete im Norden der Bukowina bzw. im heutigen Rumänien. Nach dem Ersten Weltkrieg musste Österreich den gesamten Gerichtsbezirk an Rumänien abtreten, nach dem Zweiten Weltkrieg wurde das Gebiet Teil der Sowjetunion bzw. der Ukraine. Es  ist heute Teil des ukrainischen Anteils der Bukowina im Südwesten der Ukraine (Oblast Tscherniwzi).

## Geschichte
Im Zuge der Neuordnung des Gerichtswesen im Kaisertum Österreich waren im Juni 1849 die allgemeinen Grundzüge der Gerichtsverfassung in den Kronländern durch Kaiser Franz Joseph I. genehmigt worden. Hierauf ließ Justizminister Anton von Schmerling Pläne zur Organisierung des Gerichtswesens in der Bukowina ausarbeiten, die der Kaiser am 6. November 1850 per Verordnung ebenfalls genehmigte. Mit der Reorganisation ging die Abschaffung der landesfürstlichen Gerichte ebenso wie der Patrimonial-Gerichte einher, wobei Schmerling ursprünglich die Errichtung von 17 Bezirksgerichten plante und die Bukowina dem Oberlandesgericht Stanislau unterstellt werden sollte. Schließlich schufen die Behörden nur 15 Bezirksgerichte, die man dem Landesgericht Czernowitz bzw. dem Oberlandesgericht Lemberg zuordnete. Die Errichtung der gemischten Bezirksämter, die neben der Verwaltung auch die Justiz zu besorgen hatten, wurde schließlich per 29. September 1855 amtswirksam, wobei der Gerichtsbezirk Kotzman aus den Gemeinden Kotzmann, Berhometh am Pruth, Burdey, Chliwesti, Dawidesti, Duboutz, Hawrilesti, Juzenitz, Iwankoutz, Kliwodin, Laszkowka, Luzan, Maletynelz, Alt-Mamajesti, Neu-Mamajesti mit Strilecki Kąt, Nepolokoutz, Orszeny, Oszechlib, Piedekoutz mit Zopeny, Rewakoutz, Rewna, Szjpenitz, Szyszkoulz, Stawczan, Suchowerka, Walawa und Witelowka gebildet wurde. Für Verbrechen und Vergehen war der Gerichtsbezirk dem Landesgericht Czernowitz unterstellt. Im Zuge der Trennung der politischen von der judikativen Verwaltung bildete der Gerichtsbezirk Kotzman ab 1868 gemeinsam mit dem Gerichtsbezirk Zastawna den Bezirk Kotzman. Per 28. März 1870 kam es im Zuge einer Reform der Gerichtsbezirke zu weitreichenden Gebietsänderungen zwischen den Gerichtsbezirken der Bukowina, wobei der Gerichtsbezirk Kotzmann durch die Reform um die Gemeinden Zeleneu mit Plesnitza und Samsonowka sowie das zugehörige Gutsgebiet aus dem Gerichtsbezirk Stanestie erweitert wurde. Gleichzeitig musste der Gerichtsbezirk Kotzman die Gemeinden Alt-Mamajestie, Neu-Mamajestie, Rewna mit Burdei sowie Strilecki-Kut sowie die zugehörigen Gutsgebiete an den Gerichtsbezirk Czernowitz abgeben. Per 1. Oktober 1905 wurde der Gerichtsbezirk Zastawna aus dem Bezirk Kotzmann ausgeschieden und zu einem eigenständigen Bezirk, dem Bezirk Zastawna, erhoben, woraufhin  der Gerichtsbezirk Kotzmann mit dem gleichnamigen Bezirk deckungsgleich wurde.
Der Gerichtsbezirk Kotzmann wies 1854 eine Bevölkerung von 31.603 Einwohnern auf einer Fläche von 6,8 Quadratmeilen auf. 1869 beherbergte der Gerichtsbezirk eine Bevölkerung von 34.681 Personen, bis 1900 stieg die Einwohnerzahl auf 43.131 Personen an. Von der Bevölkerung hatten 1900 37.997 Ruthenisch (88,1 %) als Umgangssprache angegeben, 4.285 Personen sprachen Deutsch (9,9 %), 74 Rumänisch (0,2 %) und 740 eine andere Sprache (1,7 %). Der Gerichtsbezirk umfasste 1900 eine Fläche von 344,84 km² und 24 Gemeinden sowie 22 Gutsgebiete.
| Jahr | Ein- wohner | Deutsch- sprachige | Ruthenisch- sprachige | Rumänisch- sprachige | Anders- sprachige |
| ---- | ----------- | ------------------ | --------------------- | -------------------- | ----------------- |
| 1854 | 31.603      |                    |                       |                      |                   |
| 1869 | 34.681      |                    |                       |                      |                   |
| 1880 | 37.208      | 2789               | 33.261                | 281                  | 813               |
| 1890 | 40.685      | 3.684              | 36.119                | 50                   | 805               |
| 1900 | 43.131      | 4.285              | 37.997                | 74                   | 740               |

## Gerichtssprengel
Der Gerichtssprengel Kimpolung umfasste im Jahr 1900 die 24 Gemeinden Berehomet (Berhometh am Prut), Chliwyschtsche (Chliwestie), Dawydiwzi (Dawidestie), Dubiwzi (Duboutz), Hawryliwzi (Hawrylestie), Iwankiwzi (Iwankoutz), Juschynez (Jużinetz), Kliwodyn (Kliwodin), Kizman (Kotzman), Laschkiwka (Laschkówka), Luschany (Lużan), Maljatynzi (Malatynetz), Nepolokiwzi (Nepolokoutz), Orschiwzi (Oroscheny), Oschychliby (Oschechlieb), Pjadykiwzi (Piedekoutz), Rewakiwzi (Rewakoutz), Schypynzi (Schipenitz), Schyschkiwzi (Schischkoutz), Seleniw (Zeleneu), Stawtschany (Stawczan), Suchowerchiw (Suchowerchów), Waljawa (Walawa) und Wytyliwka (Witelówka).